# Bets ter Horst
Elisabeth (Bets) ter Horst (Hengelo, 2 februari 1908 - aldaar, 9 maart 1997), later gehuwd met Wilmink, was een Nederlandse atlete, die Nederland vertegenwoordigde op de Olympische Spelen van Amsterdam in 1928 op de 100 m en de 4 x 100 m estafette.

## Biografie

### Olympische Spelen
Tijdens de Olympische Spelen van 1928 in eigen huis werd Bets ter Horst op de 100 m als derde in haar serie uitgeschakeld. Op de 4 x 100 m behaalde zij met haar teamgenotes Lies Aengenendt, Rie Briejer en Nettie Grooss in hun serie echter een tweede plaats, waarmee het viertal doordrong tot de finale. Hierin werd het Nederlandse team vijfde in 49,8 s. De Canadese ploeg behaalde de gouden medaille in een wereldrecordtijd van 48,4.

### Deelname aan internationale toernooien
In 1930 was Bets ter Horst een van de Nederlandse deelneemsters aan de IIIe Wereldspelen voor vrouwen in Praag. Ze drong er door tot de finale van de 100 m, waarin ze de vijfde plaats behaalde. Drie jaar later werd Ter Horst, die zich inmiddels sinds 1931 ook voor het hordelopen was gaan interesseren, tijdens de Engelse AAA-kampioenschappen in het White City Stadium in Londen op de 80 m horden nipt verslagen door de Engelse kampioene op dit nummer Elsie Green, tegen wie ze nooit eerder had gelopen. Haar tijd in Londen was 12,3 s. "Ik zon op revanche, naar mijn mening kon ik haar hebben. Toen ik haar een week later opnieuw ontmoette tijdens internationale wedstrijden in Schaarbeek, België, won ik. Mijn tijd 12,2 sec. is lang het Nederlands record geweest..." In 1934 was Ter Horst ook deelneemster aan de IVe Wereldspelen voor vrouwen in Londen, waar ze deelnam aan de 80 m horden. Ze strandde in de halve finale.

### Titels en records
Bets ter Horst, die lid was van de Hengelose vereniging Hercules, was dus een veelzijdige atlete, die in Nederland naast de 100 m en de 80 m horden bovendien uitblonk bij het hoogspringen. Op alle drie de atletiekonderdelen vergaarde zij gedurende haar atletiekloopbaan één of meerdere nationale titels, zeven in totaal. Met haar hoogspringtitel uit 1927 is zij op dit atletiekonderdeel de eerste officiële Nederlandse kampioene ooit. Zij was bovendien in 1929 met 12,7 een jaar nationaal recordhoudster op de 100 m. Haar record van 12,2 op de 80 m horden van 1933 bleef twee jaar als Nederlands record overeind. Ook op de 4 x 100 m estafette liep ze een Nederlands record door als startloopster in 1929 tezamen met Lies Aengenendt, Rie Briejer en Annie de Jong-Zondervan de klokken te laten stoppen op 51,4.
In 1932 werden de Nederlandse kampioenschappen overigens gehouden op het moment dat de Nederlandse ploeg, die had deelgenomen aan de Olympische Spelen in Los Angeles nog op de thuisreis was. Bets ter Horst won de 100 m. De atlete, die volgens velen in de estafetteploeg van Los Angeles had moeten worden opgenomen, weigerde de kampioensmedaille in ontvangst te nemen. Zij verklaarde nooit te hebben kunnen winnen als Tollien Schuurman zou hebben deelgenomen. Die was in haar ogen degene die de titel verdiende.

### Einde
In 1936 had Bets ter Horst nog weer in aanmerking kunnen komen voor de training voor de Olympische Spelen in Berlijn. Ze zag daar echter van af. De reden daarvoor: ze had in 1934, in Londen gezien dat Duitse deelneemsters weigerden samen in één bus te zitten met Joodse atletes. "Voor Berlijn had ik weinig idee (net als Tollien Schuurman en Wim Peters). Sindsdien kom ik niet meer op wedstrijden uit," aldus Bets ter Horst in 1950.

## Kampioenschappen

### Internationale kampioenschappen
| Onderdeel   | Titel                 | Jaar |
| ----------- | --------------------- | ---- |
| 80 m horden | Engels WAAA-kampioene | 1933 |

### Nederlandse kampioenschappen
| Onderdeel    | Jaar             |
| ------------ | ---------------- |
| 100 m        | 1928, 1929, 1932 |
| 80 m horden  | 1931, 1932, 1933 |
| hoogspringen | 1927             |

## Persoonlijke records
| Onderdeel   | Prestatie      | Datum            | Plaats     |
| ----------- | -------------- | ---------------- | ---------- |
| 100 m       | 12,7 s (ex-NR) | 1 september 1929 | Leiden     |
| 80 m horden | 12,2 s (ex-NR) | 13 augustus 1933 | Schaarbeek |